# تجنب الطلب المرضي
تجنب الطلب المرضي (بّي دي إيه) أو تجنب الطلب المتطرف (إي دي إيه) هو اضطراب مقترح ونوع فرعي من اضطرابات طيف التوحد، مميز بعدد من الخصائص التي تشمل الرفض المتطرف الذي يفوق الاعتيادي لأي امتثال إلى المتطلبات أو التوقعات بالإضافة إلى بذل الجهود المتطرفة في سبيل تجنب المتطلبات الاجتماعية. يمكن تحريض السلوك التجنبي بواسطة مختلف التوقعات أيًا كانت، حتى تلك المنطوية على نشاطات مألوفة روتينية ومرغوبة للغاية، مثل التحضير لمغادرة المنزل من أجل زيارة الملعب، وقد تتطور نوبات الهلع أو الانهيار العصبي عند الفشل في تجنب الطلب.
على الرغم من تميز اضطراب تجنب الطلب المرضي بسماته الخاصة المنفصلة عن التوحد، ينجح الأفراد المصابون بتجنب الطلب المرضي عمومًا في تلبية المعايير التشخيصية للتوحد نظرًا إلى معاناتهم من صعوبات كبيرة في التواصل والتفاعل الاجتماعي. بشكل بديل، يمكن لهؤلاء الحصول على تشخيص باضطراب المعارض المتحدي. لاحظ أولئك الذين يقترحون تشخيص تجنب الطلب المرضي باعتباره اضطرابًا منفصلًا عن اضطرابات طيف التوحد الكلاسيكية أن الأطفال المصابين بتجنب الطلب المرضي اجتماعيون بشكل أكبر، ويمتلكون مهارات اجتماعية أفضل وفهمًا اجتماعيًا أفضل مقارنة بالأطفال المصابين بالتوحد الكلاسيكي، بالإضافة إلى استخدامهم سلوكيات متلاعبة وصادمة بشكل أكبر، واهتمامهم بالأشخاص بشكل أكبر من الأشياء، وإظهارهم درجة أكبر من الراحة مع اللعب الإيهامي وامتلاكهم خيالًا أوسع. اقتُرح المصطلح لأول مرة في عام 1980 بواسطة عالمة نفس الأطفال إليزابيث آن نيوسون. يمكن رصد تجنب الطلب المرضي أيضًا لدى البالغين.

## العلامات
تتمثل العلامة الأولية في المقاومة غير النمطية للمتطلبات الاجتماعية اليومية الاعتيادية. في سياق تجنب الطلب المرضي، يمثل الطلب في التفاعل الاجتماعي أو غيره من فرص التعاون المماثلة، أحد الأمور المفهومة على نطاق واسع. ينطوي الطلب على تلك الأشياء التي تبدو على هيئة طلبات، مثل طلب أداء الواجبات المنزلية الآن، لكنه يشمل أيضًا كل شيء بدءًا من الشخص الذي يمد يده للمصافحة بصمت وصولًا إلى معرفة استلزام اللحاق بالحافلة مغادرة المنزل خلال وقت مناسب للوصول إلى محطة توقف الحافلات في الوقت المناسب. يكون جميع هؤلاء الأطفال غير متعاونين بين الحين والآخر، ومن الممكن تفاقم حالتهم خلال بعض مراحل النمو (على سبيل المثال، ما يُطلق عليه «الاثنان الرهيبان»). مع ذلك، يظهر الأطفال المصابون بتجنب الطلب المرضي مقاومة للمطالب اليومية التي تتجاوز السلوك النمطي بشكل هائل، إذ يمكن لسلوكياتهم حتى إعاقة حياتهم اليومية، وتتسم مقاومتهم بالهوس والتطرف. تنطبق مقاومة الطلب حتى على الطلبات التي يفرضونها بنفسهم على أنفسهم، مثل الاستعداد لنشاطهم المفضل الذي اختير بواسطتهم.
عند إدراك الأفراد المصابين بتجنب الطلب المرضي وجود أي متطلبات، يميلون عندئذ إلى استخدام مجموعة متنوعة من الوسائل لتجنب هذه الطلب. على سبيل المثال، قد يحاولون تجاهل الطلب أو صرف انتباه الشخص وإشغاله بموضوع آخر. في حال استمرار الطلب وإلحاحه، قد يبدأ هؤلاء في التصعيد بشكل استراتيجي نحو سلوك صادم متعمد، مثل ركل شخص ما عن عمد للتهرب من أداء مهمة ما؛ غالبًا ما يفشل هؤلاء في التعبير عن الذنب أو الندم لمثل هذه السلوكيات الطفولية أو غير اللائقة.
تشمل السمات الإضافية ذات الصلة ما يلي:
ظهور المهارات الاجتماعية المقبولة ظاهريًا والمتسمة مع ذلك ببعض الصفات الغريبة، مثل الاعتقاد بانطباق القواعد الاعتيادية على الأشخاص الآخرين فقط، أو الاعتقاد بامتلاك نفس السلطة التي يتمتع بها البالغون أو الأفراد في مواقع السلطة.
التقلقل الانفعالي، مثل إظهار الود في لحظة ما ثم الغضب في اللحظة التالية، بالإضافة إلى السلوكيات الاندفاعية والتحكمية.
الشعور بالراحة مع لعب الأدوار وتظاهر الأفراد بأنهم شخصيات أخرى. يمكن استخدام هذا السلوك عند محاولة تجنب طلب ما.
العلامات «الملساء» للانحراف العصبي، مثل التأخر اللغوي، أو السلوك الهوسي، أو تأخر الإنجازات الرئيسية أو انعدام الرشاقة.